# Жюванзе
Жюванзе́ (фр. Juvanzé) — коммуна во Франции, находится в регионе Шампань — Арденны. Департамент — Об. Входит в состав кантона Вандёвр-сюр-Барс. Округ коммуны — Бар-сюр-Об.
Код INSEE коммуны — 10183.
Коммуна расположена приблизительно в 175 км к востоку от Парижа, в 75 км южнее Шалон-ан-Шампани, в 36 км к востоку от Труа.

## Население
Население коммуны на 2020 год составляло 35 человек.
| 1962 | 1968 | 1975 | 1982 | 1990 | 1999 | 2008 | 2020 |
| ---- | ---- | ---- | ---- | ---- | ---- | ---- | ---- |
| 29   | 36   | 32   | 22   | 27   | 37   | 31   | 35   |

## Экономика
В 2007 году среди 23 человек в трудоспособном возрасте (15—64 лет) 17 были экономически активными, 6 — неактивными (показатель активности — 73,9 %, в 1999 году было 90,0 %). Из 17 активных работали 16 человек (8 мужчин и 8 женщин), безработной была 1 женщина. Среди 6 неактивных 1 человек был учеником или студентом, 4 — пенсионерами, 1 был неактивным по другим причинам.

## Достопримечательности
- Церковь Сен-Жангуль (XII век). Памятник истории с 2003 года[3]
- Участки римских дорог. Памятник истории с 1982 года[4]